# エドゥアルド・ゴジーニョ・フェリペ・ジ・ソウザ
エドゥ・ソウザ（Edu Souza）こと、エドゥアルド・ゴジーニョ・フェリペ・ジ・ソウザ（Eduardo Godinho Felipe de Souza、1981年3月8日 - ）は、ブラジル・サンパウロ出身の元サッカー選手。 現役時代のポジションは、フォワード。

## クラブ歴
ポルトガルでプロキャリアの大半を過ごし、プリメイラ・リーガでは2008-09シーズンにCDトロフェンセで15試合に出場し、1得点を挙げた。